# Comitê das Nações Unidas para o Uso Pacífico do Espaço Exterior
O Comité ou Comitê das Nações Unidas para o Uso Pacífico do Espaço Exterior (em inglês: United Nations Committee on the Peaceful Uses of Outer Space, COPUOS) é um órgão subsidiário da Assembleia Geral da Organização das Nações Unidas que foi fundado em 1959, logo após o lançamento do satélite Sputnik 1.

## Missão
A missão do COPUOS é "rever o alcance da cooperação internacional no uso pacífico do espaço sideral, e elaborar programas neste domínio a ser realizado sob auspícios no âmbito das Nações Unidas, para incentivar a continuidade da investigação e na divulgação de informações sobre questões espaciais, e estudar os problemas jurídicos decorrentes da exploração do espaço".

## Estados-membros

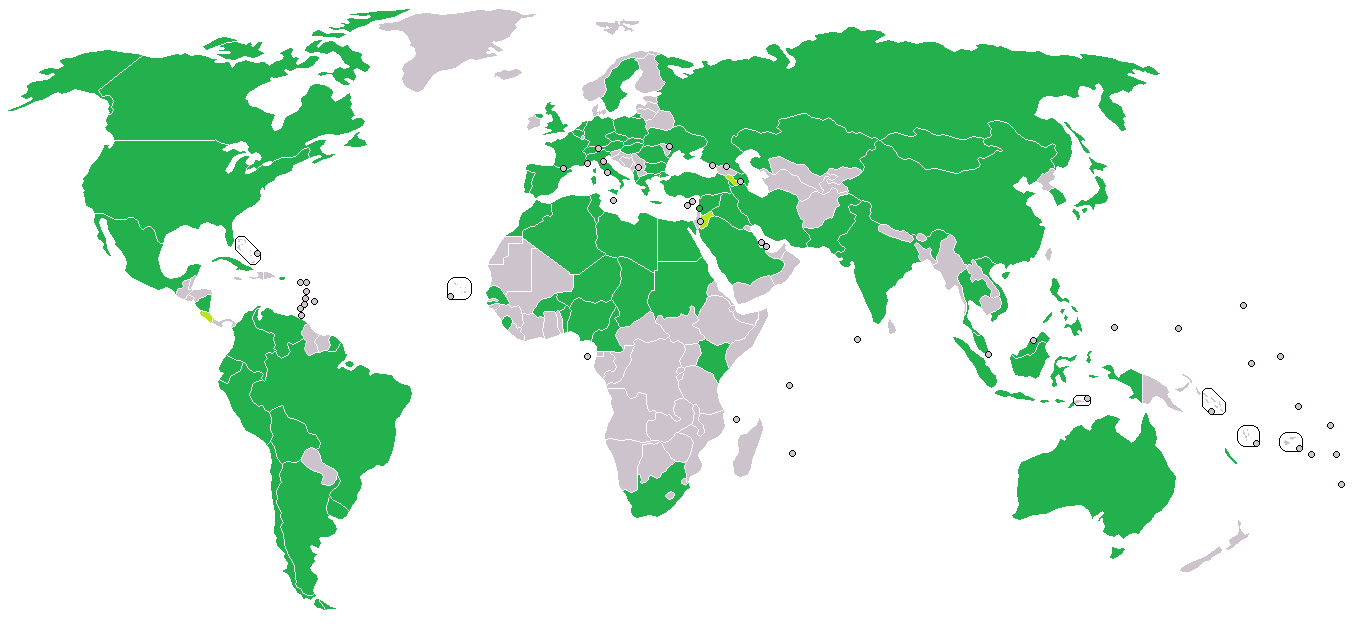
Membros atuais
Pedido de adesão

Desde 2011, o Comité tem 72 Estados-membros, e é uma das maiores comissões da Assembleia Geral das Nações Unidas.
Os Estados membros do Comitê são: África do Sul, Albânia, Alemanha, Arábia Saudita, Argélia, Argentina, Armênia, Austrália, Áustria, Azerbaijão, Bélgica, Benim, Bolívia, Brasil, Bulgária, Burquina Fasso, Camarões, Canadá, Cazaquistão, Chade, Chile, China, Colômbia, Coreia do Sul, Cuba, Egito, Equador, Eslováquia, Espanha, Estados Unidos da América, Filipinas, França, Holanda, Hungria, Grécia, Índia, Indonésia, Irã, Iraque, Itália, Japão, Líbano, Líbia, Malásia, Marrocos, México, Mongólia, Nicarágua, Níger, Nigéria, Paquistão, Peru, Polônia, Portugal, Quênia, Reino Unido da Grã-Bretanha e Irlanda do Norte, República Tcheca, Romênia, Rússia, Senegal, Serra Leoa, Síria, Sudão, Suécia, Suíça, Tailândia, Tunísia, Turquia, Ucrânia, Uruguai, Venezuela e Vietnã.
Em 2012, Costa Rica e Jordânia se candidataram para a composição da Comissão.